# Time and Time Again
«Time and Time Again» es el segundo sencillo de Papa Roach del segundo álbum Lovehatetragedy, y la quinta libertad individual en total.

## Vídeo
El video musical (dirigido por Samuel Bayer) muestra a la banda de conducción coches negros en una carrera de calle con la canción que suena en las radios de los coches. Secciones de este video se utilizaron para hacer un comercial de Pepsi Blue en 2002.
Una segunda versión se hizo también, conocida como la versión del Reino Unido. Se muestra a la banda dando vueltas, y dando conciertos en la calle mientras la policía los está alcanzando.

## Lista de canciones
| CD sencillo |                                                    |          |  |
| N.º         | Título                                             | Duración |  |
| 1.          | «Time and Time Again»                              | 2:58     |  |
| 2.          | «She Loves Me Not» (En Vivo)                       | 3:53     |  |
| 3.          | «Born With Nothing, Die With Everything» (En Vivo) | 4:04     |  |

| Edición Inglesa CD sencillo 1 |                                                            |          |  |
| N.º                           | Título                                                     | Duración |  |
| 1.                            | «Time and Time Again»                                      |          |  |
| 2.                            | «Singular Indestructable Droid» (Live at the Mean Fiddler) |          |  |
| 3.                            | «Time and Time Again» (Video En Vivo)                      |          |  |

| Edición Inglesa CD sencillo 2 |                                               |          |  |
| N.º                           | Título                                        | Duración |  |
| 1.                            | «Time and Time Again»                         | 3:01     |  |
| 2.                            | «She Loves Me Not» (Live at the Mean Fiddler) | 3:39     |  |
| 3.                            | «Code of Energy» (Live at the Mean Fiddler)   | 4:29     |  |
| 4.                            | «Time and Time Again» (Video)                 |          |  |

| Edición Europea CD sencillo |                                                            |          |  |
| N.º                         | Título                                                     | Duración |  |
| 1.                          | «Time and Time Again»                                      | 3:00     |  |
| 2.                          | «Singular Indestructible Droid» (Live at the Mean Fiddler) | 3:49     |  |
| 3.                          | «Time and Time Again» (Live at the Mean Fiddler)           | 3:23     |  |

- Datos: Q569221